# 建德 (日本)
建德（1370年七月二十四日至1372年四月）是日本南朝的年號之一。這個時代的南朝天皇是長慶天皇。

## 改元
- 正平二十五年七月二十四日（1370年8月16日）改元建德
- 建德三年四月（1372年）改元文中

## 出處
- 《昭明文選》

## 紀年、西曆、干支對照表
| 建德       | 元年     | 二年     | 三年     |
| 北朝年號   | 應安三年 | 應安四年 | 應安五年 |
| 儒略曆日期 | 1370年   | 1371年   | 1372年   |
| 干支       | 庚戌     | 辛亥     | 壬子     |